# Израильско-мавританские отношения
Израильско-мавританские отношения — исторические и настоящие двусторонние международные отношения между Израилем и Мавританией.
В 1999 году Мавритания стала третьей страной-членом Лиги арабских государств (ЛАГ), признавшей Израиль независимым государством. Две страны установили полные дипломатические отношения в октябре 1999 года.
Однако в ответ на операцию «Литой свинец» в Газе 2008-09 года, отношения были заморожены в 2009 и разорваны в 2010.

## История
Мавритания объявила войну Израилю в результате Шестидневной войны 1967 года, после коллективного решения ЛАГ (Мавритания не была принята в Лигу до ноября 1973 года), и не отменила это заявление до как минимум 1991 года и, официально, в течение приблизительно 32 лет, примерно до начала-середины 1999 года, израильтяне находились с мавританцами в состоянии войны.
После принятия Хартумской резолюции ЛАГ 1967 года Мавритания не предпринимала никаких шагов, чтобы признать право Израиля на существование также, как и большинство других арабских стран.
Мало что известно о состоянии войны, и считается, что оно было отменено к 1999 году:
- закулисные встречи между представителями Мавритании и Израиля в 1995 и 1996 годах происходили, как сообщается, по инициативе мавританского президента Маауйя ульд Тайя;[5]
- были созданы неофициальные «секции интересов» в соответствующих испанских посольствах в двух столицах в 1996 году[5];
- произошёл обмен дипломатическими представителями обеих стран 27 октября 1999 года[6].

В 1999 году Мавритания стала одним из трех членов Лиги арабских государств из 22 стран, признавших Израиль в качестве суверенного государства (остальные — Египет и Иордания). Это признание одобрил бывший тогда президентом М. ульд Тайя во время его сотрудничества с США по антитеррористической деятельности. Установление полных дипломатических отношений было подписано в Вашингтоне 28 октября 1999 года. После военного переворота и прихода к власти Военного совета за справедливость и демократию в августе 2005 года признание Израиля было подтверждено.
В ответ на военную операцию в Газе отношения с Израилем были заморожены в январе 2009 года. В феврале 2009 года Мавритания отозвала своего посла из Израиля, и 6 марта 2009 года израильское посольство было эвакуировано из Нуакшота, в течение 48 часов они должны были покинуть Мавританию. Израиль официально закрыл посольство позже в тот же день, согласно заявлению израильского МИДа. К 21 марта 2010 года все дипломатические отношения между двумя странами официально прекратились и 22 марта они были разорваны.

## Вопросы нормализации отношений
В сентябре 2020 года палестинский министр по социальным делам Ахмед Маджалани заявил, что пять стран ведут переговоры с Израилем по установлению дипломатических отношений (Коморы, Оман, Судан, Джибути и Мавритания). Из этого списка Судан действительно нормализовал отношения с еврейским государством.
В январе 2021 года СМИ подтвердили, что Мавритания и Индонезия были двумя странами, которые активно вели переговоры по установлению отношений с Израилем. Тем не менее они были прерваны из-за окончания президентского срока Дональда Трампа.
2 февраля 2023 года глава израильского МИД Эли Коэн посетил Судан и провёл переговоры с главой правительства этой страны Абделем Фаттахом аль-Бурханом, направленные в том числе на нормализацию отношений между двумя странами. По сообщениям СМИ, присоединение Судана к «Соглашениям Авраама» может стать триггером к началу переговоров о нормализации отношений Израиля с Мавританией, Индонезией и другими мусульманскими странами.